# India op de Olympische Zomerspelen 1960
India nam deel aan de Olympische Zomerspelen 1960 in Rome, Italië. Voor het eerst sinds 1924 werd er geen goud gewonnen. In de zes tussenliggende olympische edities was het telkens de hockeyploeg die het goud won. Nu moest het team in de finale zijn meerdere erkennen in Pakistan dat met 1-0 won.

## Medailleoverzicht
| Sport  | Olympiër | Discipline | Medaille |
| ------ | --- | ---------- | -------- |
| Hockey | Shankar Lakshman Prithipal Singh Jaman Lal Sharma Leslie Claudius Joseph Antic Mohinder Lal Joginder Singh Victor John Peter Jaswant Singh Udham Singh Kullar Raghbir Singh Bhola Charanjit Singh Govind Sawant | mannen     | Zilver   |

## Deelnemers en resultaten

### Atletiek
| Olympiër                 | Discipline            | Resultaat | Prestatie                                                                                              |
| ------------------------ | --------------------- | --------- | --- |
| Raj Joshi Tilak          | 100m (m)              | 55e       | serie 1: 7de in 11,3                                                                                   |
| Milkha Singh             | 400m (m)              | 55e       | serie 6: 2de in 47,6 kwartfinale 1: 2de in 46,5 halve finale 1: 2de in 46,08 finale: 4de in 45,73 (NR) |
| Ranjit Bhatia            | 5000m (m)             | 40e       | serie 2: 11de in 15.06,06                                                                              |
| Jagmohan Singh           | 100m horden (m)       | 29e       | serie 5: 5de in 15,34                                                                                  |
| Ranjit Bhatia            | marathon (m)          | 60e       | 2:57.06,0                                                                                              |
| Lal Chand                | marathon (m)          | 40e       | 2:32.13,0                                                                                              |
| Jagmal Singh             | marathon (m)          | 45e       | 2:35.01,0                                                                                              |
| Ajit Singh               | 20km snelwandelen (m) | DSQ       | gediskwalificeerd                                                                                      |
| Zora Singh               | 20km snelwandelen (m) | 20e       | 1:43.19,8                                                                                              |
| Ajit Singh               | 50km snelwandelen (m) | 15e       | 4:47.28,4                                                                                              |
| Zora Singh               | 50km snelwandelen (m) | 8e        | 4:37.44,6                                                                                              |
| B. V. Satyanarayan       | verspringen (m)       | 30e       | kwalificatie: 30ste met 7,08m                                                                          |
| Virsa Singh              | verspringen (m)       | 44e       | kwalificatie: 44ste met 6,70m                                                                          |
| Gurbachan Singh Randhawa | hoogspringen (m)      | 29e       | kwalificatie: 29ste met 1,90m                                                                          |
| Gurbachan Singh Randhawa | tienkamp (m)          | DNF       | niet gefinisht                                                                                         |

### Gewichtheffen
| Olympiër        | Discipline | Resultaat | Prestatie |
| --------------- | ---------- | --------- | --------- |
| Laxmi Kanta Das | -60kg (m)  | 12e       | 315kg     |

### Hockey
| Olympiër | Discipline | Resultaat | Prestatie |
| --- | ---------- | --------- | --- |
| Shankar Lakshman Prithipal Singh Jaman Lal Sharma Leslie Claudius Joseph Antic Mohinder Lal Joginder Singh Victor John Peter Jaswant Singh Udham Singh Kullar Raghbir Singh Bhola Charanjit Singh Govind Sawant | mannen     | Zilver    | groep A: 1ste W van Denemarken: 10-0 W van Nederland: 4-1 W van Nieuw-Zeeland: 3-0 kwartfinale: W van Australië: 1-0 halve finale: W van Groot-Brittannië: 1-0 finale: V van Pakistan: 0-1 |

| Groep A |               |             |             |             |             |            |            |            |        |
| #       | Land          | Wedstrijden | Wedstrijden | Wedstrijden | Wedstrijden | Doelpunten | Doelpunten | Doelpunten | Punten |
| #       | Land          | G           | W           | G           | V           | V          | T          | Saldo      | Punten |
| 1       | India         | 3           | 3           | 0           | 0           | 17         | 1          | +16        | 6      |
| 2       | Nederland     | 3           | 1           | 1           | 1           | 5          | 5          | 0          | 3      |
| 3       | Nieuw-Zeeland | 3           | 1           | 1           | 1           | 6          | 7          | -1         | 3      |
| 4       | Denemarken    | 3           | 0           | 0           | 3           | 3          | 18         | -15        | 0      |

| Datum        | Ronde | Plaats   | Land | Score            | Land |
| ------------ | ----- | -------- | ---- | ---------------- | ---- |
| Groepsfase   |       |          |      |                  |      |
| 27 augustus  | Rome  | India    | 10-0 | Denemarken       |      |
| 30 augustus  | Rome  | India    | 4-1  | Nederland        |      |
| 2 september  | Rome  | India    | 3-0  | Nieuw-Zeeland    |      |
| Kwartfinale  |       |          |      |                  |      |
| 5 september  | Rome  | India    | 1-0  | Australië        |      |
| Halve finale |       |          |      |                  |      |
| 7 september  | Rome  | India    | 1-0  | Groot-Brittannië |      |
| Finale       |       |          |      |                  |      |
| 9 september  | Rome  | Pakistan | 1-0  | India            |      |

### Schietsport
| Olympiër          | Discipline              | Resultaat    | Prestatie             |
| ----------------- | ----------------------- | ------------ | --------------------- |
| Paul Cheema Singh | 25m snelvvurpistool (m) | 57e          | 434 punten: (200-234) |
| Sen Keshav        | trap (m)                | kwalificatie |                       |
| Karni Singh       | trap (m)                | 8e           | 183 punten            |

### Voetbal
| Olympiër | Discipline | Resultaat | Prestatie                                                              |
| --- | ---------- | --------- | ---------------------------------------------------------------------- |
| Bahadur Chettri Ram Dharmalingam Kannan Dhillon Singh Jarnail Menon Chandrasekhar Peter Thangaraj PK Banerjee Sheikh Abdul Latif Simon Sunder Raj Subimal Goswami Tulasidas Balaram Youssef Khan Mariappa Kempaiah | mannen     | 13e       | groep D: 4de V van Hongarije: 1-2 G van Frankrijk: 1-1 V van Peru: 1-3 |

| Groep D |           |             |             |             |             |            |            |            |        |
| #       | Land      | Wedstrijden | Wedstrijden | Wedstrijden | Wedstrijden | Doelpunten | Doelpunten | Doelpunten | Punten |
| #       | Land      | G           | W           | G           | V           | V          | T          | Saldo      | Punten |
| 1       | Hongarije | 3           | 3           | 0           | 0           | 15         | 3          | +12        | 6      |
| 2       | Frankrijk | 3           | 1           | 1           | 1           | 3          | 9          | -6         | 3      |
| 3       | Peru      | 3           | 1           | 0           | 2           | 6          | 9          | -3         | 2      |
| 4       | India     | 3           | 0           | 1           | 2           | 3          | 6          | −3         | 1      |

| Ronde       | Datum    | Plaats    | Land | Score | Land |
| ----------- | -------- | --------- | ---- | ----- | ---- |
| Groepsfase  |          |           |      |       |      |
| 26 augustus | L'Aquila | Hongarije | 2-1  | India |      |
| 29 augustus | Grosseto | Frankrijk | 1-1  | India |      |
| 1 september | Pescara  | Peru      | 3-1  | India |      |

### Worstelen
| Olympiër     | Discipline  | Resultaat   | Prestatie |
| Vrije stijl  | Vrije stijl | Vrije stijl | Vrije stijl |
| ------------ | ----------- | ----------- | --- |
| Sunder Shiam | -62kg (m)   | 25e         | 1ste ronde: V van BEL Mewis                                                                                               |
| Parkash Gian | -67kg (m)   | 15e         | 1ste ronde: V van USA Wilson 2de ronde: W van CUB Yanez 3de ronde: V van FIN Peltoniemi                                   |
| Udey Chand   | -73kg (m)   | 14e         | 1ste ronde: W van IRL Feeney 2de ronde: V van URS Balavadze 3de ronde: V van TUR Ogan                                     |
| Madho Singh  | -79kg (m)   | 5e          | 1ste ronde: W van GBR Butts 2de ronde: W van ITA Caraffini 3de ronde: V van SWE Antonsson 4de ronde: V van URS Sjirtladze |
| Sajan Singh  | -87kg (m)   | 7e          | 1ste ronde: W van ITA Marcucci 2de ronde: W van GER Rauchbach 3de ronde: V van HUN Gurics 4de ronde: V van SWE Palm       |

Afghanistan · Argentinië · Australië · Bahama's · België · Bermuda · Birma · Brazilië · Brits-Guiana · Bulgarije · Canada · Ceylon · Chili · Colombia · Cuba · Denemarken · Duits eenheidsteam · Ethiopië · Fiji · Filipijnen · Finland · Frankrijk · Ghana · Griekenland · Groot-Brittannië · Haïti · Hongarije · Hongkong · Ierland · IJsland · India · Indonesië · Irak · Iran · Israël · Italië · Japan · Joegoslavië · Kenia · Libanon · Liberia · Liechtenstein · Luxemburg · Malakka · Malta · Marokko · Mexico · Monaco · Nederland · Nederlandse Antillen · Nieuw-Zeeland · Nigeria · Noorwegen · Oeganda · Oostenrijk · Pakistan · Panama · Peru · Polen · Portugal · Puerto Rico · Roemenië · San Marino · Singapore · Soedan · Sovjet-Unie · Spanje · Suriname · Taiwan · Thailand · Tsjecho-Slowakije · Tunesië · Turkije · Uruguay · Venezuela · Verenigde Arabische Republiek · Verenigde Staten · Vietnam · West-Indische Federatie · Zuid-Afrika · Zuid-Korea · Zuid-Rhodesië · Zweden · Zwitserland